# Mistrzostwa Świata w Kolarstwie Przełajowym 1973
24. Mistrzostwa Świata w Kolarstwie Przełajowym odbyły się 25 lutego 1973 roku w Londynie. Rozegrano wyścigi mężczyzn w kategoriach zawodowców i amatorów.

## Medaliści
| Konkurencja:               | Złoto:             | Czas    | Srebro:         | Czas     | Brąz:               | Czas     |
| Klasyfikacja mężczyzn      |                    |         |                 |          |                     |          |
| Zawodowcy (25 lutego 1973) | Eric De Vlaeminck  | 59:29 m | André Wilhelm   | + 0:01 m | Rolf Wolfshohl      | + 0:02 m |
| Amatorzy (25 lutego 1973)  | Klaus-Peter Thaler | 54:04 m | Robert Vermeire | + 0:00 m | Ekkehard Teichreber | + 0:22 m |

## Szczegóły

### Zawodowcy
| Medal | Zawodnik                  | Narodowość      | Czas    |
| ----- | ------------------------- | --------------- | ------- |
|       | Eric De Vlaeminck         | Belgia          | 59:29 m |
|       | André Wilhelm             | Francja         | + 0:01  |
|       | Rolf Wolfshohl            | RFN             | + 0:02  |
| 4     | Albert Van Damme          | Belgia          | + 0:38  |
| 5     | Michel Baele              | Belgia          | + 2:37  |
| 6     | Peter Frischknecht        | Szwajcaria      | + 2:39  |
| 7     | John Atkins               | Wielka Brytania | + 2:40  |
| 8     | José María Basualdo       | Hiszpania       | + 3:43  |
| 9     | Julien Van Den Haesevelde | Belgia          | + 3:56  |
| 10    | Keith Mernickle           | Wielka Brytania | + 4:07  |

### Amatorzy
| Medal | Zawodnik            | Narodowość     | Czas    |
| ----- | ------------------- | -------------- | ------- |
|       | Klaus-Peter Thaler  | RFN            | 54:04 m |
|       | Robert Vermeire     | Belgia         | + 0:00  |
|       | Ekkehard Teichreber | RFN            | + 0:22  |
| 4     | Norbert Dedeckere   | Belgia         | + 0:32  |
| 5     | Albert Zweifel      | Szwajcaria     | + 0:43  |
| 6     | Miloš Fišera        | Czechosłowacja | + 1:08  |
| 7     | Franco Livian       | Włochy         | + 1:10  |
| 8     | Dieter Uebing       | RFN            | + 1:15  |
| 9     | Klaus Jördens       | RFN            | + 1:32  |
| 10    | Gerrit Scheffer     | Holandia       | + 1:37  |

## Tabela medalowa
| Miejsce | Państwo |   |   |   |   |
| ------- | ------- | - | - | - | - |
| 1.      | Belgia  | 1 | 1 | 0 | 2 |
| 2.      | RFN     | 1 | 0 | 2 | 3 |
| 3.      | Francja | 0 | 1 | 0 | 1 |